# 1834 في فرنسا
فيما يلي قوائم الأحداث التي وقعت خلال عام 1834 في فرنسا.

## سياسة

### تعيين في المنصب
- 18 يوليو – أيتين جيرار head of government of France ‏.
- 31 يوليو – فرانسوا جيزو نائب فرنسي.
- 10 نوفمبر – أوغو بيرنار ماريه رئيس الوزراء الفرنسي، head of government of France ‏.
- 18 نوفمبر – إدوارد مورتييه head of government of France ‏.

### انتهاء فترة المنصب
- 25 مايو – فرانسوا جيزو نائب فرنسي.
- 18 يوليو – جان دو ديو سول head of government of France ‏.
- 10 نوفمبر – أيتين جيرار head of government of France ‏.
- 18 نوفمبر – أوغو بيرنار ماريه رئيس الوزراء الفرنسي، head of government of France ‏.

## مواليد

### يناير
- 1 يناير – لودوفيك هاليفي

### مارس
- 18 مارس – كميل سيلفي مصور فرنسي.

### أبريل
- 21 أبريل – أدريان رينيه فرانشيه عالم نبات فرنسي.

### مايو
- 22 مايو – أوغست بارت

### يوليو
- 19 يوليو – إدغار ديغا رسام ونحات فرنسي.

### أغسطس
- 2 أغسطس – فريديريك أوغست بارتولدي نحات فرنسي.
- 10 أغسطس – موريس رينو سياسي فرنسي.

### ديسمبر
- 28 ديسمبر – جان ماري دولافي عالم نبات فرنسي.

## وفيات

### يناير
- 8 يناير – جاك لابيارديير (مواليد 1755) عالم نبات فرنسي.

### أبريل
- 7 أبريل – جان لوي ماري بواريه (مواليد 1755) عالم نبات فرنسي.

### مايو
- 20 مايو – ماركيس دي لافاييت (مواليد 1757)

### أغسطس
- 7 أغسطس – جوزيف ماري جاكار (مواليد 1752)

### ديسمبر
- 7 ديسمبر – فرانسوا-أوغيست بارسوفال-غرانميزون (مواليد 1759) كاتب فرنسي.